# Chicago Film Critics Association Award per la migliore sceneggiatura originale
Il Chicago Film Critics Association Award per la migliore sceneggiatura originale (CFCA for Best Original Screenplay) è una categoria di premi assegnata dalla Chicago Film Critics Association, per la miglior sceneggiatura originale dell'anno.
È stata consegnata ininterrottamente dal 2006 e nasce dalla divisione in migliore sceneggiatura originale e migliore sceneggiatura non originale delle categoria migliore sceneggiatura.

## Vincitori e candidati
I vincitori sono indicati in grassetto, con a seguire gli eventuali altri candidati in ordine alfabetico.

### Anni 2000
- 2006
  - Peter Morgan - The Queen - La regina (The Queen)
  - Michael Arndt - Little Miss Sunshine
  - Guillermo Arriaga - Babel
  - Paul Greengrass - United 93
  - Iris Yamashita - Lettere da Iwo Jima (Letters from Iwo Jima)
- 2007
  - Diablo Cody - Juno
  - Brad Bird - Ratatouille
  - Tony Gilroy - Michael Clayton
  - Tamara Jenkins - La famiglia Savage (The Savages)
  - Kelly Masterson - Onora il padre e la madre (Before the Devil Knows You're Dead)
- 2008
  - Andrew Stanton e Jim Reardon - WALL•E
  - Charlie Kaufman - Synecdoche, New York
  - Dustin Lance Black - Milk
  - Jenny Lumet - Rachel sta per sposarsi (Rachel Getting Married)
  - Martin McDonagh - In Bruges - La coscienza dell'assassino (In Bruges)
- 2009
  - Mark Boal - The Hurt Locker
  - Joel ed Ethan Coen - A Serious Man
  - Dave Eggers e Vendela Vida - American Life (Away We Go)
  - Bob Peterson - Up
  - Quentin Tarantino - Bastardi senza gloria (Inglorious Basterds)

### Anni 2010
- 2010
  - Christopher Nolan - Inception
  - Jesse Armstrong, Sam Bain e Chris Morris - Four Lions
  - Lisa Cholodenko e Stuart Blumberg - I ragazzi stanno bene (The Kids Are All Right)
  - Mark Heyman, Andres Heinz e John McLaughlin - Il cigno nero (Black Swan)
  - David Seidler - Il discorso del re (The King's Speech)
- 2011
  - Michel Hazanavicius - The Artist
  - Woody Allen - Midnight in Paris
  - Sean Durkin - La fuga di Martha (Martha Marcy May Marlene)
  - Asghar Farhadi - Una separazione (Jodāyi-e Nāder az Simin)
  - Terrence Malick - The Tree of Life
- 2012
  - Mark Boal - Zero Dark Thirty
  - Paul Thomas Anderson - The Master
  - Wes Anderson e Roman Coppola - Moonrise Kingdom - Una fuga d'amore (Moonrise Kingdom)
  - Rian Johnson - Looper
  - Quentin Tarantino - Django Unchained
- 2013
  - Spike Jonze  - Lei (Her)
  - Woody Allen - Blue Jasmine
  - Joel ed Ethan Coen - A proposito di Davis (Inside Llewyn Davis)
  - Bob Nelson - Nebraska
  - David O. Russell ed Eric Warren Singer - American Hustle - L'apparenza inganna (American Hustle)
- 2014
  - Wes Anderson - Grand Budapest Hotel (The Grand Budapest Hotel)
  - Damien Chazelle - Whiplash
  - Alejandro González Iñárritu, Nicolás Giacobone, Alexander Dinelaris e Armando Bo - Birdman
  - Richard Linklater - Boyhood
  - John Michael McDonagh - Calvario (Calvary)
- 2015
  - Tom McCarthy e Josh Singer - Il caso Spotlight (Spotlight)
  - Matt Charman, Joel Coen ed Ethan Coen - Il ponte delle spie (Bridge of Spies)
  - Pete Docter, Meg LeFauve e Josh Cooley - Inside Out
  - Alex Garland - Ex Machina
  - Quentin Tarantino - The Hateful Eight
- 2016
  - Kenneth Lonergan - Manchester by the Sea
  - Barry Jenkins - Moonlight
  - Yorgos Lanthimos ed Euthymīs Filippou - The Lobster
  - Noah Oppenheim - Jackie
  - Taylor Sheridan - Hell or High Water
- 2017
  - Jordan Peele - Scappa - Get Out (Get Out)
  - Paul Thomas Anderson - Il filo nascosto (Phantom Thread)
  - Guillermo del Toro e Vanessa Taylor - La forma dell'acqua - The Shape of Water (The Shape of Water)
  - Greta Gerwig - Lady Bird
  - Emily V. Gordon e Kumail Nanjiani - The Big Sick - Il matrimonio si può evitare... l'amore no (The Big Sick)
  - Martin McDonagh - Tre manifesti a Ebbing, Missouri (Three Billboards Outside Ebbing, Missouri)
- 2018
  - Paul Schrader - First Reformed - La creazione a rischio (First Reformed)
  - Bo Burnham - Eighth Grade - Terza media (Eighth Grade)
  - Alfonso Cuarón - Roma
  - Deborah Davis e Tony McNamara - La favorita (The Favourite)
  - Adam McKay - Vice - L'uomo nell'ombra (Vice)
- 2019
  - Bong Joon-ho e Han Jin-won - Parasite (Gisaengchung)
  - Noah Baumbach - Storia di un matrimonio (Marriage Story)
  - Rian Johnson - Cena con delitto - Knives Out (Knives Out)
  - Quentin Tarantino - C'era una volta a... Hollywood (Once Upon a Time... in Hollywood)
  - Lulu Wang - The Farewell - Una bugia buona (The Farewell)

### Anni 2020
- 2020[2][3]
  - Eliza Hittman - Mai raramente a volte sempre (Never Rarely Sometimes Always)
  - Danny Bilson, Paul De Meo, Kevin Willmott e Spike Lee - Da 5 Bloods - Come fratelli (Da 5 Bloods)
  - Pete Docter, Mike Jones e Kemp Powers - Soul - Quando un'anima si perde (Soul)
  - Emerald Fennell - Una donna promettente (Promising Young Woman)
  - Aaron Sorkin - Il processo ai Chicago 7 (The Trial of the Chicago 7)
- 2021[4][5]
  - Paul Thomas Anderson - Licorice Pizza
  - Paul Schrader - The Card Counter
  - Wes Anderson - The French Dispatch of the Liberty, Kansas Evening Sun
  - Michael Sarnoski - Pig - Il piano di Rob (Pig)
  - Sean Baker e Chris Bergoch - Red Rocket

- 2022[6][7]
  - Martin McDonagh - Gli spiriti dell'isola (The Banshees of Inisherin)
  - Charlotte Wells - Aftersun
  - Daniel Kwan e Daniel Scheinert - Everything Everywhere All at Once
  - Tony Kushner e Steven Spielberg - The Fabelmans
  - Todd Field - Tár

- 2023[8][9]
  - Samy Burch - May December
  - Arthur Harari e Justine Triet - Anatomia di una caduta (Anatomie d'une chute)
  - Greta Gerwig e Noah Baumbach - Barbie
  - David Hemingson - The Holdovers - Lezioni di vita (The Holdovers)
  - Celine Song - Past Lives
- 2024[10]
  - A Real Pain – Jesse Eisenberg
  - Anora – Sean Baker
  - The Brutalist – Brady Corbet e Mona Fastvold
  - Challengers – Justin Kuritzkes
  - The Substance – Coralie Fargeat